# Most Ston
Most Ston je most u izgradnji kod Stona čija će ukupna duljina biti 485 metara, gdje će premostiti zaljev te izravno povezivati dva tunela, Polakovicu (1242 metra) i Supavu (1290 metara). Dio je Stonske obilaznice u sklopu projekta Cestovna povezanost s južnom Dalmacijom oko Pelješkog mosta. Investitori su Hrvatske ceste, projekt je izradio IPZ d.d., glavni izvođač radova je Avax, a nadzor obavlja Institut IGH. Predviđeni završetak radova je do jeseni ili kraja 2022.
Čelične konstrukcije mosta napravljene su u Brodosplitu.